# جيف أداتشي
جيف أداتشي (بالإنجليزية: Jeff Adachi)‏ هو محامي ومخرج أمريكي، ولد في 29 أغسطس 1959 في ساكرامنتو في الولايات المتحدة، وتوفي في 22 فبراير 2019 في سان فرانسيسكو في الولايات المتحدة بسبب نوبة قلبية.

## وصلات خارجية
- جيف أداتشي على موقع IMDb (الإنجليزية)
- جيف أداتشي على موقع أول موفي (الإنجليزية)
- جيف أداتشي على موقع قاعدة بيانات الفيلم (الإنجليزية)
- جيف أداتشي على موقع كينوبويسك (الروسية)